# 무예24기
무예24기는 조선 정조(1776~1800) 때에 장용영에서 펴낸 『무예도보통지』에 실린 24가지 무예이다. 2007년 6월 3일 수원시의 향토유적 제21호로 지정되었다.

## 개요
경당 출신이었던 김영호 전 대표와 이경석,배국진,김광식,최형국 등이 수원화성과 연계하여 세운 단체로서, 정치적인 문제에 관여하기 싫어한 경당 멤버들이 따로 나와 세운 단체이다.	
지금은 김영호대표 체제에서 배국진,최형국 체제로
바뀌면서 수원시립예술단 내 수원시립공연단으로 창단하게 된다. 	
"무예24기"란 단어는 십팔기와 같이 하나의 무술이 아닌, 무예도보통지의 24가지 무예를 통틀어 지칭한 단어이다.

## 역사
경당 소속 당시, [무예도보통지재현 무예]라는 특성상 88년형, 92년형, 96년형, 98년형, 2000년형 등 다양한 버전의 업데이트가 이루어졌고 대학생 동아리들도 이런 연구과정에 참여했는데, 뚜렷한 오류를 갖고 있음에도 불구하고 그것을 수정하지 않는 경당 측에 대한 불만, 또 그런 연구로 오류를 잡아내는 젊은 사범들에 대한 못마땅한 시각 등이 갈등의 주역이었다고 한다.유일하게 경당과 함께 무예도보통지의 24가지무예 전체를 수련하고 있는 단체다. 수원 화성행궁에서 시연한다.
참고로 현재는 보존회가 유명무실한 상태가 되어버렸다. 시연단과 무예24기 보존회가 서로 독립된 듯 하다. 하지만 시연은 지속적으로 하고 있다. 보존회 내부적인 문제는 인사행정 문제가 발단이었던 듯 하다. 
보존회 공식 홈페이지는 현재 없어진 상황. 사실 현재 시범단만 살아남은 상황에서 제대로된 활동을 이어나가지 못하고 있는 것이 현실이다.

## 같이 보기
- 무예도보통지